# Fains-les-Sources

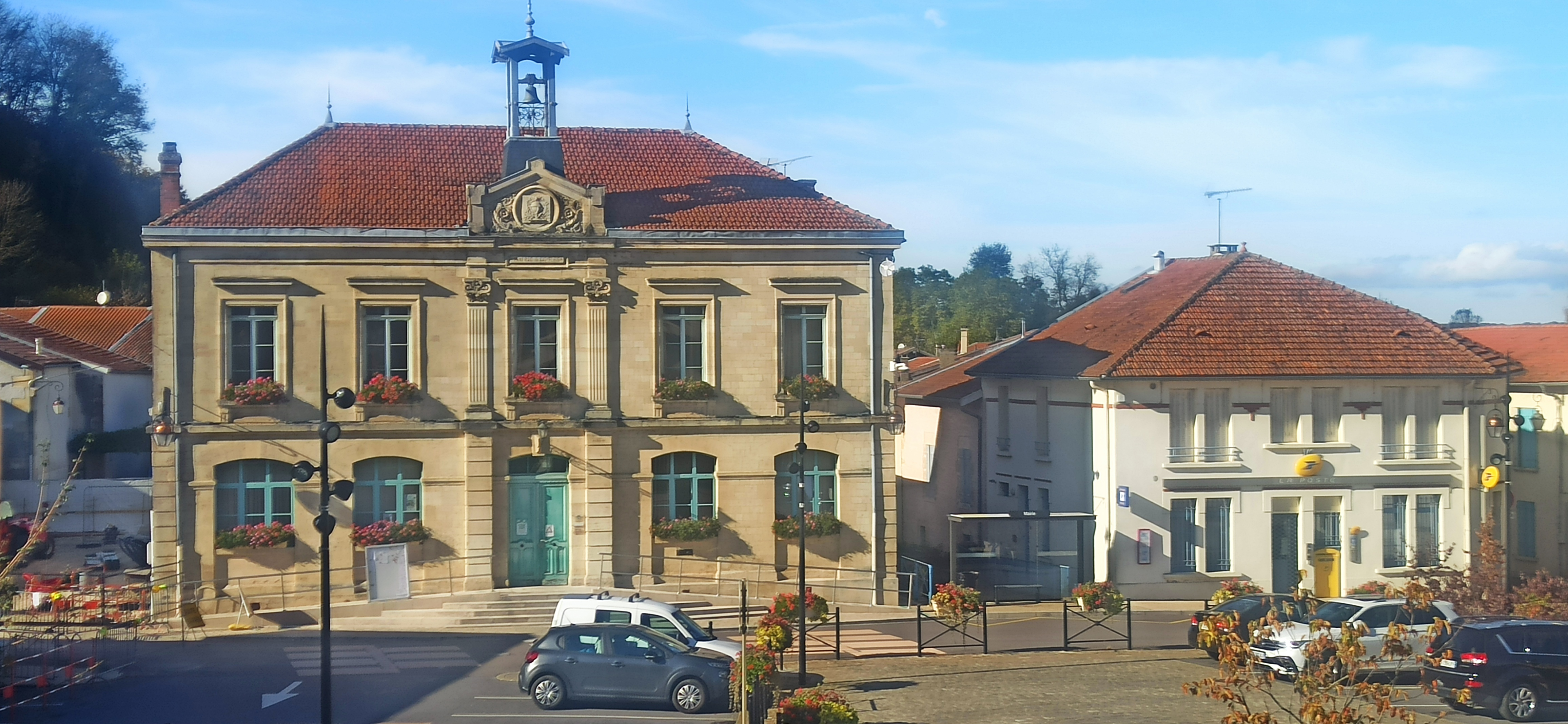
Rathaus mit Postfiliale

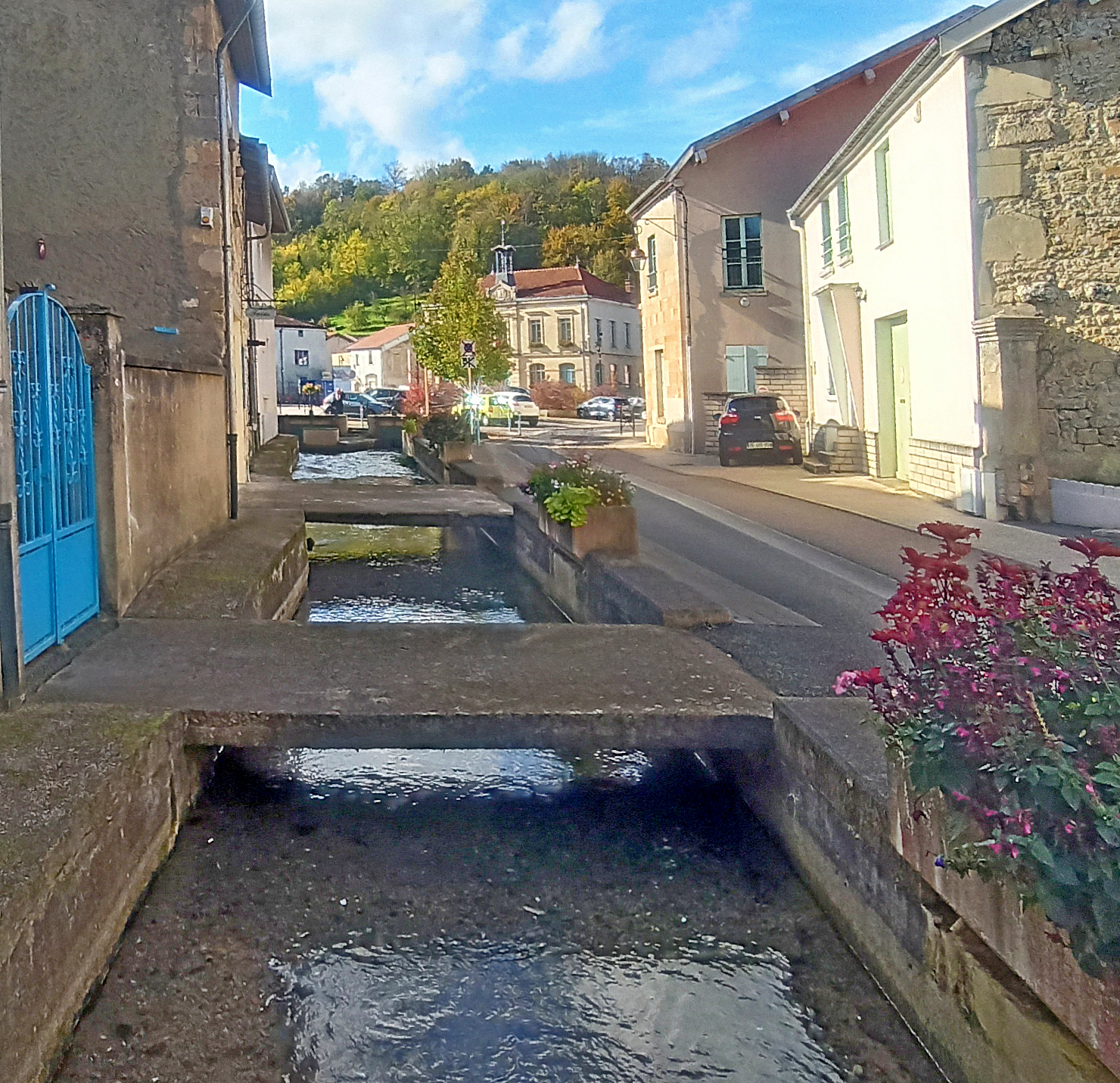
Offener Bachlauf innerhalb von Fains-les-Sources mit Rathaus im Hintergrund

Fains-les-Sources ist ein französisches Dorf in der Region Grand-Est. Der Ort wurde administrativ am 1. Januar 1973 mit der benachbarten kleinen Ortschaft Veel zusammengelegt, um seitdem die Gemeinde Fains-Véel im Département Meuse zu bilden.

## Geographie
Das Dorf Fains-les-Sources liegt im Tal der Ornain, ca. 3 km nordwestlich von Bar-le-Duc.

Der Ort wird in nordwestlicher Richtung von folgenden Wasserläufen durchquert:

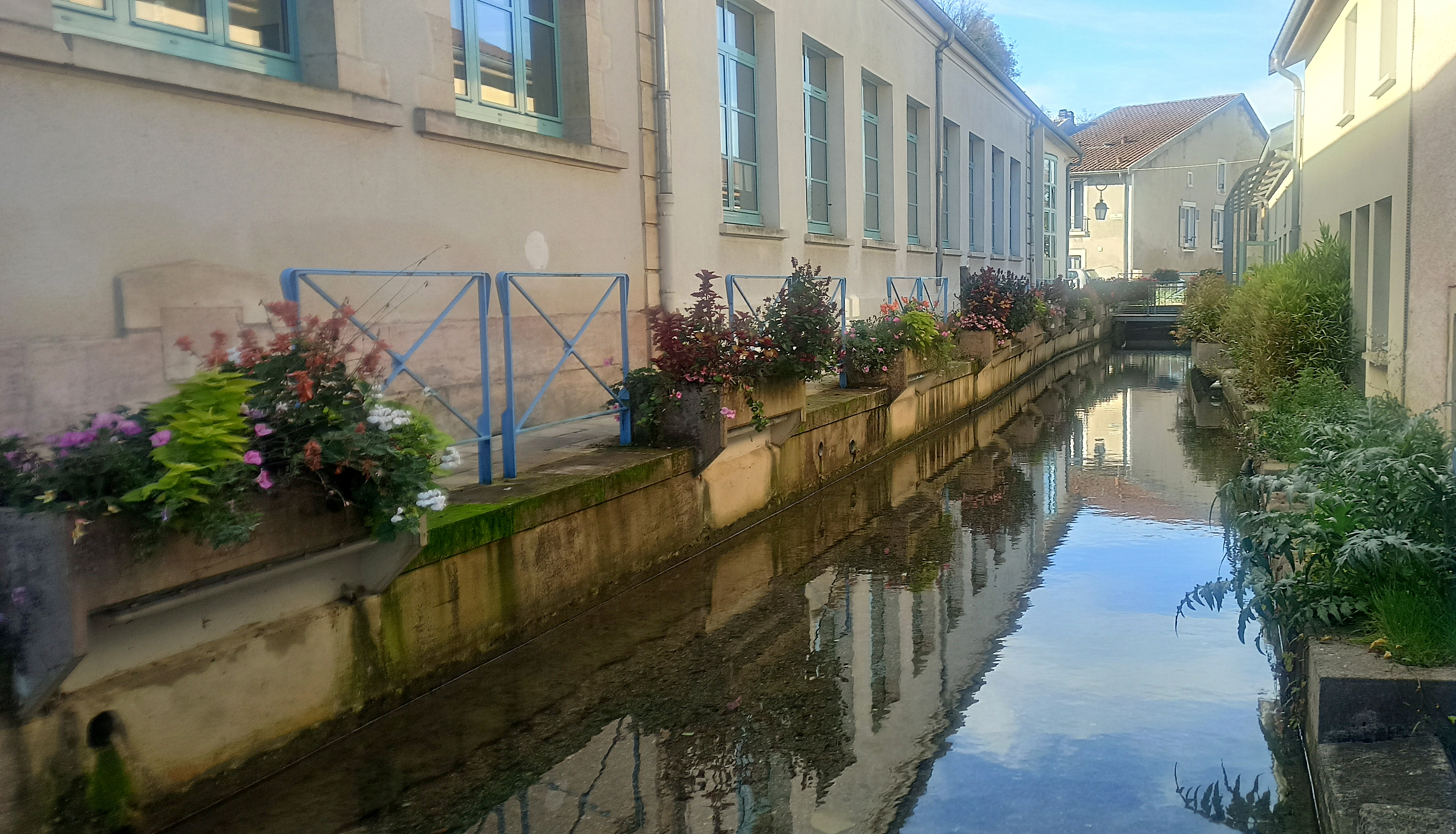
Bachlauf in Fains-les-Sources

- Der Fluss Ornain, als Zufluss zur Marne über die Saulx.
- Der Rhein-Marne-Kanal mit der Schleuse Nr. 42 in Fains-les-Sources und der Bootshaltestelle Fains-Veel[2].
- Der Bach Ruisseau de Fains mit mehreren Quellen auf dem Gemeindegebiet, der meist offen die Ortsmitte und die Stelle einer alten Wäschestation durchquert.

## Geschichte

### Der Ursprung von Fains-les-Sources
Der Name Fains soll von Fanum abstammen, womit ein heiliger natürlicher Ort bezeichnet wird, der sich auf einem der bewaldeten Hänge oberhalb der Lage des heutigen Ortes befunden haben soll, und zwar vor geraumer Zeit, noch bevor die Gegend von den Römern eingenommen worden ist. Die heute an dieser Stelle des Fanums noch klar erkennbaren Umrisse eines Objektes deuten auf ein dort später errichtetes Römerlager hin, zumal dort Münzen gefunden wurden, auf denen römische Kaiser abgebildet waren. Dem Namen Fains wurde später les-Sources wahrscheinlich wegen der dort befindlichen Quellen angehangen.
Fains, welches an der Römerstraße von Reims nach Bar-le-Duc liegt, war ein Ort des frühen Christentums. Dort predigte der heilige Mansuetus schon im Jahre 312, als Konstantin der Große römischer Kaiser war.

### Das Schloss von Fains
Im Ort Fains-les-Sources gab es ein relativ zentral gelegenes, heute nicht mehr existierendes Schloss. Dort verstarb am 15. Dezember 1508 der als Sieger über Karl dem Kühnen bekannte René II. von Lothringen, nachdem er sich während einer Jagd erkältet hatte. In der Zeit der Herrschaft des Herzogs von Lothringen Karl III (1545–1608) verweilte im gleichen Schloss Michel de Nostredame, besser bekannt als Nostradamus. Jules Mazarin leitete die Belagerung von Bar-le-Duc vom 9. bis 24. Dezember 1652 ebenfalls ab diesem Schloss. Das zunächst nur einstöckige Schloss wurde im 17. Jahrhundert vom Marquis de Beauvau erhöht. Das Anwesen war im Laufe der Zeit im Besitz folgender Familien:
- Die Familie Florainville (1400–1663) die ersten Schlossherren von Fains
- Die Familie Beauvau (1663–1747)
- Die Familie Nettancourt (1747–1819), die das Schloss am 28. Juni 1819 veräußerten

Später wurde das Schloss in Fains durch die Gebrüder Toussaint, Bauunternehmer aus Combles abgerissen, wobei Abrissmaterialien für Gebäude im Ort weiterverwendet wurden.

### Das Kloster der Tiercelins

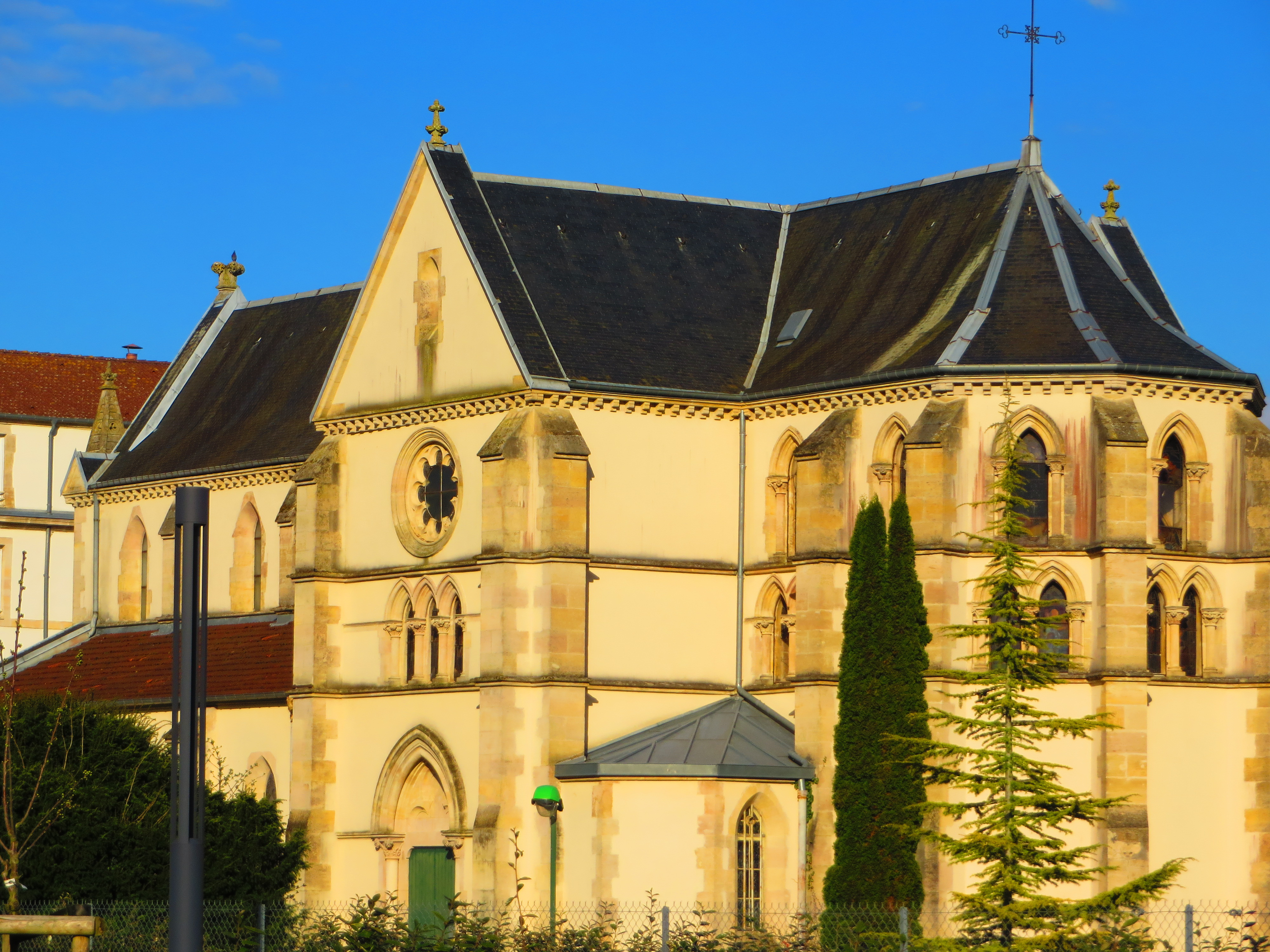
Fains-les-Sources, Kapelle des Krankenhauses

Charles de Florainville, Schlossherr von Fains, gründete am 2. März 1633 ein Kloster in der Nähe seines Schlosses. Dieser großzügige Wohltäter legte am 6. Juli 1633 den Grundstein für die Kapelle, deren Bau 1635 abgeschlossen wurde. Das Kloster bestand bis zum Jahre 1791, wo es als Folge der Französischen Revolution aufgelöst und vom Staat eingenommen wurde. Am 14. März 1790 betraten die Nationalkommissare das Kloster Tiercelins, um ein Inventar zu erstellen und die fünf Mönche und zwei Laienbrüder zu befragen, die im Haus lebten. Am 12. Februar 1791 mussten selbige dann ihr Kloster verlassen. Das Klosterhaus mit seinen Nebengebäuden wurde am 15. Juni 1791 an Sieur Robert, ehemaliger Bürgermeister von Fains, wohnhaft in Bar-le-Duc, vergeben.
Nach dem Dekret Napoleons I. vom 5. Juli 1808 zur Bekämpfung des sozialen Problems des Bettelns wurde per Dekret vom 22. November 1810 beschlossen, in Fains eine Aufnahmeeinrichtung für Bettler einzurichten. Zu diesem Zweck sollten die Gebäude und Grundstücke des ehemaligen Klosters der Tiercelins schnellstens für die Aufnahme von 4 bis 500 Bettlern hergerichtet werden. Die Arbeiten begannen 1811 und wurden 1812 abgeschlossen, aber die Einrichtung wurde nie für ihren vorgesehenen Zweck genutzt. 1813, beim Abzug der Grande Armée, wurden dort anstelle von Bettlern, viele verwundete Soldaten aufgenommen. Die Einrichtung wurde vom 26. Juni 1815 bis Februar 1816 weiterhin als Lazarett genutzt, diesmal jedoch für russische Truppen. Danach blieben die Gebäude mehrere Jahre ungenutzt.
Ab dem Jahre 1822 machten sich die Verantwortlichen auf regionaler Ebene Gedanken darüber, was mit den „schönen Gebäuden“ in Fains geschehen soll. Das Hospiz wurde schließlich am 1. Januar 1842 zu einer Nervenheilanstalt. Das Krankenhaus war zunächst über die Straße von Bar-le-Duc nach Vitry erreichbar, die eine mit Pappeln gesäumte zentrale Allee war. Verbindungsmöglichkeiten per Bahn und Schiff kamen hinzu, nachdem die Eisenbahnlinie und der Rhein-Marne Kanal fertiggestellt waren. Vom 30. November 1872 bis zum 1. Mai 1873 ließen sich zwei Infanteriekompanien, ein Krankenwagen und etwa zwanzig Pferde in der Anstalt nieder, deren Wiesen als Exerzierplatz dienten. Das Krankenhaus nahm während des Krieges 1914–1918 Flüchtlinge auf. Während des Zweiten Weltkrieges fielen am 12. Juni 1940 fünf Bomben auf das Krankenhaus, die zwei Menschen töteten und drei verletzten. Ab dem 14. Juni nahmen die Truppen Nazideutschlands Besitz von der Einrichtung. Der Ort wurde am 31. August 1944 mit dem Eintreffen der 3. US-Armee befreit. Die Einrichtung ist heute (2023) ein spezialisiertes Krankenhauszentrum.

### Weitere historische Fakten aus Fains-les-Sources
Die katholische Pfarrkirche Sainte-Catherine in Fains-les-Sources, wie sie uns heute erscheint, wurde im 17. Jahrhundert fertiggestellt, aber es gibt ältere Elemente, wie das Datum 1555 auf dem Schlussstein im Chor zeigt. Das Säulenjoch inmitten des großen Kirchenschiffs soll sogar noch älter sein und aus dem 14. Jahrhundert stammen.
1792, am Vorabend der Schlacht von Valmy, errichtete General Kellermann sein Biwak in Fains-les-Sources.
1864 kaufte Auguste Schmid, dessen Familie ursprünglich aus dem Schwarzwald stammte, eine alte Brauerei in Fains-les-Sources. Gemeinsam mit Germain Emile du Houx, Glasmacher aus Hennezel (Vogesen), gründet er dort eine Glasfabrik, in der Marmeladengläser und Champagnerflaschen hergestellt wurden. Das Unternehmen befand sich in der Nähe des Flusses Ornain, in der heutigen Rue Saint-Christophe Nr. 1 und wurde unter dem Namen Verrerie A. Schmid et Du Houx geführt. Die Verrerie de Fains (Glashütte von Fains), wie sie allgemein genannt wurde, ging 1911 in den Besitz der Firma Vve G. Marquot et Fils über und firmierte dann unter dem Namen Verreries Marquot. 1970 wurde die Fabrik nach der Fusion mit den Kristallwerken von Bayel, Vanne-le-Châtel, Vallérysthal und Portieux Teil der Gruppe Compagnie Française du Cristal (C.F.C.).
Leider hat die Glashütte Fains, wie viele andere, 1978 ihre Tätigkeit eingestellt. Ein Teil der Gebäude wird jetzt (2023) als Ausstellungs- und Eventhalle genutzt.

## Sehenswürdigkeiten

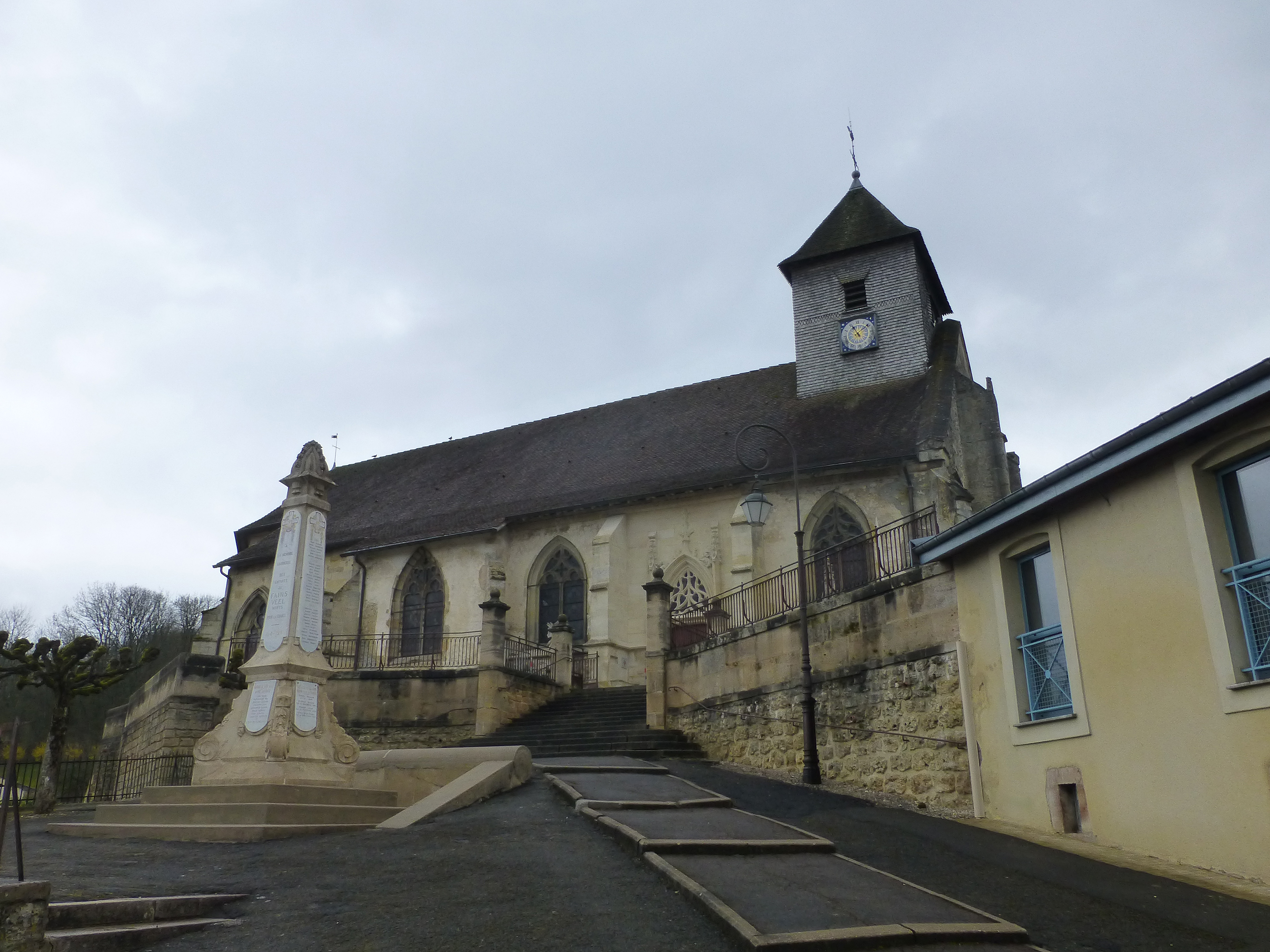
Kirche Sainte-Catherine

- Pfarrkirche Sainte-Catherine aus dem 14. bis 17. Jahrhundert, Monument historique seit 1983. Die Ausrichtung des Gebäudes zum Mont de Fains scheint auf den Sonnenaufgang am 25. November, dem Fest der namensgebenden Heiligen Katharina, orientiert zu sein[5].

- Kapelle des Krankenhauses Tiercelins aus dem Beginn des 17. Jahrhunderts[3].